# Льовін Федір Іванович
Федір Іванович Льовін (1896, село Степановка Балашовського повіту Саратовської губернії, тепер Саратовської області, Російська Федерація — 25 червня 1959, Київ) — радянський партійний діяч, 2-й секретар Оргбюро ЦК ВКП(б) по Тамбовській області. Депутат Верховної Ради СРСР 1-го скликання (1937—1938).

## Біографія
Народився в родині селянина-бідняка. У вересні 1910 — квітні 1912 року — учень кравця в селі Степановці Балашовського повіту. У квітні 1912 — вересні 1916 року — наймит у поміщиків у селах Протасово і Ключі Кістендейського повіту Саратовської губернії.
З вересня 1916 по вересень 1917 року — солдат 92-го запасного полку російської армії в Саратові.
У вересні 1917 — жовтні 1921 року — червоногвардієць і червоноармієць в містах Балашові і Саратові.
Член РКП(б) з червня 1919 року.
З жовтня 1921 по жовтень 1922 року — голова волосної ради села Красная Звєзда Кістендейського повіту Саратовської губернії. З жовтня 1922 по серпень 1923 року — секретар Макаровського районного комітету РКП(б) Балашовського повіту Саратовської губернії.
У вересні 1923 — вересні 1924 року — студент робітничого факультету в Саратові. У вересні 1924 — вересні 1926 року — студент робітничого факультету при Московському інституті народного господарства імені Плеханова.
З вересня 1926 по вересень 1927 року — консультант Туркменського представництва при РНК СРСР в Москві.
У вересні 1927 — грудні 1930 року — студент Московського державного університету імені Ломоносова, здобув спеціальність юриста.
У січні 1931 — вересні 1932 року — помічник прокурора РРФСР Андрія Вишинського.
У вересні 1932 — квітні 1933 року — слухач відділення права Інституту червоної професури в Москві.
З квітня 1933 по грудень 1934 року — начальник політичного відділу машинно-тракторної станції (МТС) в селі Боринське Центрально-Чорноземної області.
У грудні 1934 — червні 1937 року — 1-й секретар Боринського районного комітету ВКП(б).
У червні — вересні 1937 року — завідувач сільськогосподарського відділу Воронезького обласного комітету ВКП(б).
У вересні 1937 — лютому 1938 року — 2-й секретар Організаційного бюро ЦК ВКП(б) по Тамбовській області. Директивою НКВС СРСР 19 жовтня 1937 року затверджений членом трійки УНКВС по Тамбовській області.
20 лютого 1938 року заарештований в Москві. Рішенням бюро Тамбовського міськкому ВКП(б) 13 березня 1938 року виключений з ВКП(б) «як ворог народу, заарештований органами НКВС». 22 березня 1941 року засуджений до 8 років виправно-трудових таборів. З березня 1941 по липень 1950 року — завідувач матеріально-технічного складу будівництва НКВС-МВС залізничної магістралі в місті Печора Комі АССР.
У серпні 1950 — жовтні 1954 року — плановик, касир, робітник-штампувальник артілі «Металіст» в місті Кокчетав Казахської РСР. Реабілітований визначенням Військової колегії Верховного суду СРСР 4 серпня 1954 року. Відновлений в КПРС.
З жовтня 1954 по червень 1956 року — голова артілі «Зоря» міста Кокчетав Казахської РСР.
З червня 1956 року — заступник голови виконавчого комітету Печорської міської ради депутатів трудящих Комі АССР.
У 1958 році переїхав до Києва, персональний пенсіонер.
Помер 25 червня 1959 року після важкої хвороби.